# La Secte des vampires

La Secte des vampires (Vampires: Out for Blood) est un téléfilm fantastique réalisé par Richard Brandes et diffusé le 31 juillet 2004 sur Sci Fi Channel.

## Synopsis
De nos jours, Hank Holten, un inspecteur de police mal noté par ses supérieurs depuis qu'il est divorcé est chargé d’enquêter sur la disparition mystérieuse d'une jeune femme. La police ne possède aucune piste et Hank commence son enquête dans les bars et les boîtes de nuit muni de la photo de la jeune disparue. Croyant la reconnaître dans une boîte de nuit, il tente de l'aborder malgré l'opposition d'un homme qui se présente comme son frère. Cependant, la jeune femme, Leyla, n'étant pas insensible aux charmes du policier, l’entraîne dans une camionnette et lui pratique une fellation en présence du "frère", lui-même occupé avec une autre jeune femme. Leyla conduit alors Hank à une rave party dans un hôpital désaffecté. Hank se retrouve alors au milieu d'une véritable orgie et sa volonté semble annihilée. Leyla souhaite faire l'amour avec lui sans aucun préliminaire. Après quelques minutes, certains des participants révèlent leur véritable nature, ce sont des vampires. Ces derniers se mettent à mordre le cou des personnes qui se sont laissées entraîner. Quand Leyla veut à son tour mordre Hank, celui-ci a un sursaut et tente de s'échapper, mais il est rattrapé par le chef hiérarchique de la secte qui le mord au cou.
Hank perd connaissance et quand il se réveille, rien dans l’hôpital désaffecté ne rappelle la nuit d'orgie. Seule sa blessure au cou indique qu'il n'a pas rêvé. Quand il fait son rapport à ses supérieurs, il se fait éconduire, ceux-ci mettant ses propos sur le compte de la boisson. Par une étrange coïncidence, son ex-femme Susan est une spécialiste reconnue du vampirisme. Hank recherche de l'aide auprès d'elle. Dans un premier temps, elle l'éconduit, mais s'apercevant que son image ne se reflète plus, elle comprend qu'il est en train de devenir vampire. Ils décident alors de tuer le chef des vampires. Trouvant leur repère secret dans une cave de l’hôpital désaffecté, ils tuent les vampires les uns après les autres jusqu'à ce qu'il ne reste plus que leur chef. Celui-ci est finalement anéanti mais Susan périt dans l'affrontement. 
Interné pour folie et soupçonné du meurtre de son ex-femme, Hank conte son aventure à un psychiatre dans sa cellule vidéosurveillée. Susan lui rend visite, mais il est le seul à la voir.
Elle veut le vampiriser définitivement et s'ensuit alors un combat au cours duquel la créature semble anéantie. Ne comprenant pas cette agitation, le capitaine John Billings se rend dans la cellule de Hank, trouve un médaillon venu de nulle part et finit par regarder sous le lit où il aperçoit le visage grimaçant de Susan, ce qui termine le film.

## Fiche technique
- Titre original : Vampires: Out for Blood
- Titre français : La Secte des vampires
- Réalisation : Richard Brandes
- Scénario : Richard Brandes
- Musique : Steve Gurevitch
- Photographie : David Mullen
- Durée : 95 minutes

## Distribution
- Kevin Dillon : Hank Holten
- Vanessa Angel : Susan Hastings
- Jodi Lyn O'Keefe : Layla Simmons
- Lance Henriksen : le capitaine John Billings
- Kenneth Colom : Alex
- Alex McArthur : Jake Vincent
- Ismael Kanater : Vampire Leader
- Jim Ortlieb : Dr Blake
- Melissa Rivers (en) : Talk Show Host
- Adrian N. Roberts : Security Guard #1
- Nick Stellate : Security Guard #2
- Jody Hart : Cop #1
- Gary J. Wayton : Cop #2
- Matt McKenzie : Jogger
- Rob Tepper : Junkie